# Sublavio

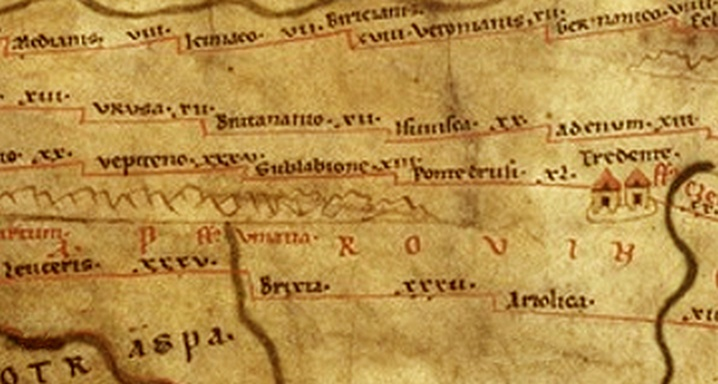
Ausschnitt der Tabula Peutingeriana mit den Stationen Vipitenum, Sublabio, Pons Drusi und Trient

Sublavio oder Sublabio ist der Name einer aus antiken Quellen bekannten römischen Straßenstation an der via Raetia, die im Eisacktal in Südtirol – vielleicht im Gebiet der antiken Isarken – verortet wird. Die Straßenstation ist in der Ablativ-Form  Sublavione im Itinerarium Antonini vermerkt und erscheint in der Tabula Peutingeriana als Sublabione zwischen Pons Drusi im Süden und Vipitenum im Norden. Ihre exakte Lage konnte noch nicht ermittelt werden, allerdings wird sie gemeinhin im Gebiet von Waidbruck und Kollmann vermutet.

## Forschungsgeschichte
Zu Beginn der geschichtswissenschaftlichen Beschäftigung mit Sublavio wurde die Ortschaft häufig mit Klausen identifiziert, basierend auf der Annahme, dass der Ortsname in Wirklichkeit als Subsavione, Subsabiona o. ä., übersetzt also als „unter Säben“ zu lesen sei. Diese These wird mitunter auch in jüngerer Literatur vertreten, es scheint allerdings sehr unwahrscheinlich, dass beide antike Quellen, die sonst in zahllosen Angaben voneinander abweichen, ausgerechnet dieselbe Falschschreibung enthalten. Weiters passen auch die in der Tabula Peutingeriana notierten Entfernungsangaben nicht zu Klausen, sondern legen einen Standort weiter flussabwärts nahe.
1927 kam im Zuge von Bauarbeiten bei Kollmann, auf der orographisch rechten Seite des Eisack, eine römerzeitliche Siedlung zum Vorschein, die sofort als mit den antiken Quellen in Einklang zu bringende Reste von Sublavio gedeutet wurden. Durch datierbare Münzfunde kann ein Bestehen der Siedlung vom frühen 2. bis mindestens ins späte 4. Jahrhundert angenommen werden.
In den 1980er Jahren und speziell bei archäologischen Ausgrabungen 2003–2004 wurden in Waidbruck, auf der orographisch linken Seite des Eisack wenige 100 Meter von Kollmann entfernt, ebenfalls römerzeitliche Kulturschichten und Siedlungsreste gefunden, die gut in das Bild einer römischen Straßenstation passen und dementsprechend ebenfalls mit dem antiken Sublavio identifiziert wurden. Dies passt zur bereits früher formulierten Vermutung, dass der Name Sublavio als „unter Lajen“ zu deuten sei, wobei jedoch die Rückführung des modernen Ortsnamens Lajen auf die unbelegte Ausgangsform *lavio oder *lavione, wie in Ladinisch Laion, hypothetisch bleibt.
Möglicherweise bestätigen die Funde aus beiden Ortschaften aber auch die bereits in älterer Literatur geäußerte These, dass Sublavio eine Doppelsiedlung beiderseits des Eisack und in der Nähe einer den Fluss überspannenden Brücke war.